# 김종국 (축구 선수)
김종국(한국 한자: 金鐘局, 1989년 1월 8일 ~ )은 대한민국의 축구 선수이며 포지션은 미드필더이다. 현재 K리그2 충남 아산 FC에서 활약하고 있다.

## 클럽
2011년 드래프트를 통해 울산 현대에 입단하였다.
2012년 강원 FC로 임대되어 16경기에 출전하며 강원의 강등 탈출에 기여하였으며, 2014년 대전 시티즌으로 이적하였다. 좋은 킥력을 바탕으로 대전의 중원을 굳게 지키며 팀의 K리그 챌린지 2014 우승에 크게 기여하였고, 2015년에도 활약했으나 팀의 강등을 피하지는 못했다.
2016년 대전 시티즌과의 계약기간이 끝나 자유계약 신분을 얻은 김종국은 수원 FC로 전격 이적했다.

## 수상 내역

### 클럽

#### 대전 시티즌
- K리그 챌린지
  - 우승 1회 : 2014